# Fabriciova mapa
Fabriciova mapa (známa pod latinským názvem „Moravia marchionatus“, nebo pod německým názvem „Das Marggrafftumb Mähren“) je první mapou Moravy, jejíž vznik je datován do roku 1569.

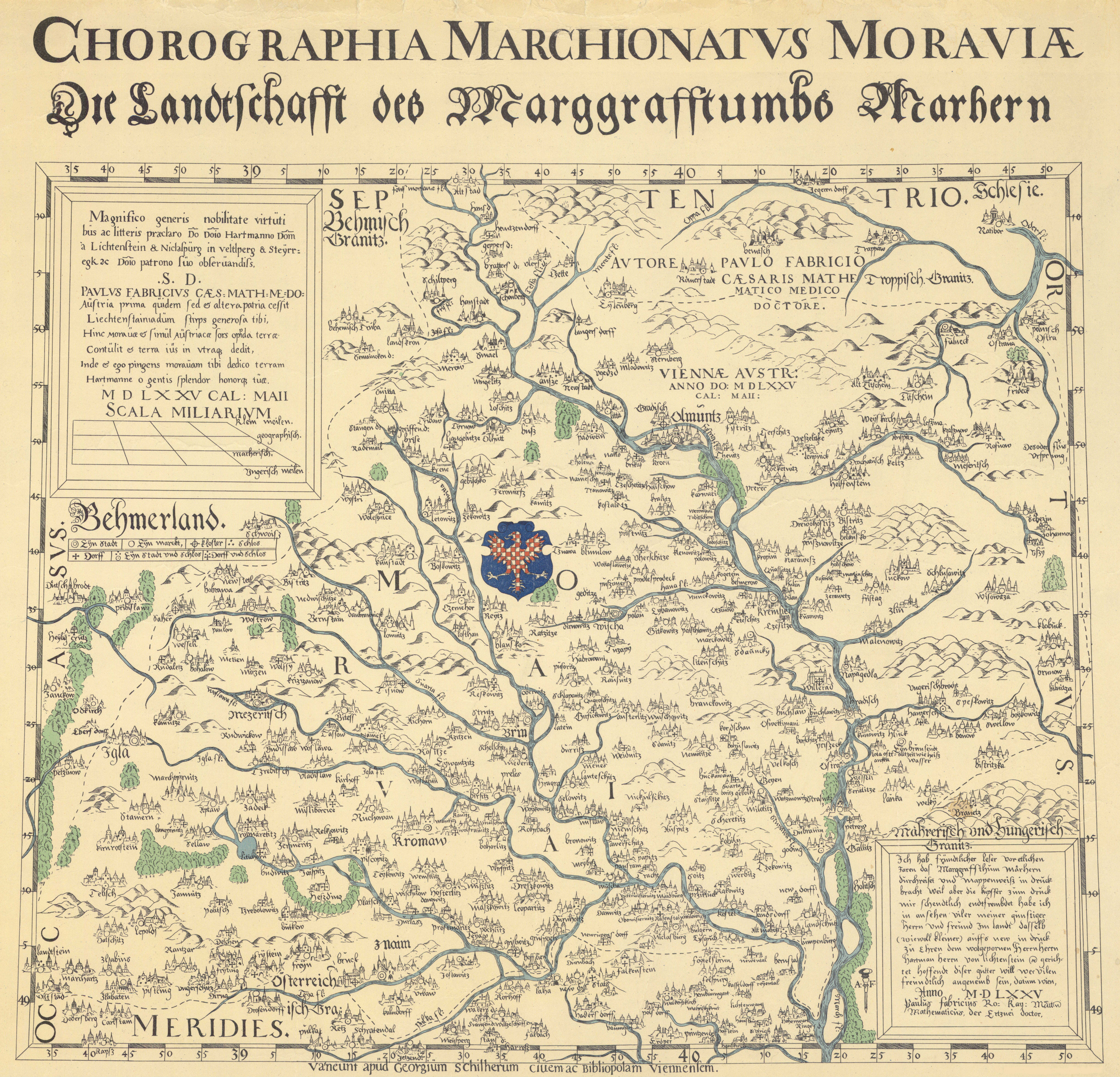
Fabriciova mapa Moravy - vydání z roku 1575

## Pavel Fabricius
Autorem mapy je Pavel Fabricius, který se narodil v Lubáni v Horní Lužici roku 1519. Ve svém životě se realizoval ve více funkcích, mimo jiné působil v úřadu dvorského falckrabího, zastával místo osobního lékaře císaře Maxmiliána II a také v letech 1553 – 1558 přednášel na vídeňské univerzitě matematiku a medicínu. Dále mapoval rakouské země, prováděl měření zeměpisných souřadnic různých zemí a vydal práce z astronomie (např. o kometách nebo o souhvězdí Kassiopea). I přesto, že působil ve Vídni, osobně se seznámil s moravskou krajinou a do své mapy později zakreslil sídla, význačné vodní toky, pohoří a lesy. Pavel Fabricius zemřel ve Vídni v roce 1589.

## Vznik mapy
Jedním z důvodů vzniku mapy Moravy bylo neustále hrozící nebezpečí ze strany Turecké říše. Fabricius toto nebezpečí okomentoval i na samotné mapě latinskými verši: „Prosím Boha, aby ji ochránil od turecké moci.“. Dalším důvodem pro tvorbu mapy byla neexistence mapy Moravy oproti Klaudyánově mapě Čech nebo Laziovým mapám Rakouska.
Mapa byla věnována zástupcům všech stavů moravského markrabství. Toto je okomentované i na mapě slovy: „Slovutným zástupcům všech stavů markrabství Moravského, velmožům, vladařům, šlechticům, atd. mým příznivcům, pozdrav! Doktor Paulus Fabricius, císařský matematik a lékař. Přikročiv první, slovutní velmoži, s Vaším souhlasem a štědrou podporou k zeměpisnému popisu Vaší vlasti, která nejen není horší než jiné země, ale mnoha znamenitými dary přírody a štěstěny, jimiž byla obdařena Bohem největším a nejlepším, je daleko předčí, několikrát jsem ji procestoval, prohlédl a prozkoumal svým úsilím, uměním a prací, ačkoliv dříve se o to nikdo ani trochu nepokusil. Neměl jsem proto ani nejmenší oporu, což mi působilo nemalé obtíže, zapojil jsem ji také do sousedních zemí a správně jsem ji zasadil do světových stran. Prosím, abyste vlídně posuzovali tuto mojí práci. Zaznamenal jsem zde města, městečka, hrady a kláštery. Vesnic byl bych mohl zajisté zanésti více, ale byl bych tím způsobil více temného zmatku, než přinesl užitku. V čemkoliv jiném může být má práce pro Váš stát nějak užitečná, nechci si ji zajisté nechat pro sebe a Vám, slovutní velmoži, ji nabízím.“.

## Obsah mapy
Pavel Fabricius vydal mapu roku 1569. Následně, ale byly moravskými šlechtici sepsány
připomínky, kde Fabriciovi vyčítali různá pochybení, například nesprávné
rozložení hor a nížin, špatné polohy sídel a omyly ve vodopisu. Například
Albrecht Černohorský z Boskovic vytkl nesprávné rozložení hor a rovin nebo
na popud Tomáše Jordána z Klausenburku poslal v listopadu roku 1570
vídeňský dvorní lékař Jan Crato z Crafftheimu shrnuté připomínky do menší
a správnější rukopisné mapy.
Původní vydání mapy je vytištěno v šesti mědirytinách a její celkový formát je 946 x 846
mm. Měřítko bylo určeno na 1:288 000. Jako první z našich map měla
značkový klíč a geografickou síť na rámu. Rámec je rozdělen po 5‘ ve směru
poledníků i rovnoběžek. Mapa je omezena poledníky 38°15‘ a 41°40‘ východní
délky a rovnoběžkami 48°25‘ a 50°25‘ severní šířky. Jeden stupeň poledníkový má
v mapě délku 395,1 mm, 1° na krajních rovnoběžkách 256,6 mm, resp. 264,4
mm. Zobrazení je tzv. lichoběžníkové, ač by správně měly být obě krajní
rovnoběžky, zejména horní poněkud kratší. 
V levém dolním rohu je narýsováno délkové měřítko a to obrazy
dvanácti malých, geografických, moravských a uherských mil.
Hranice
Moravy, stejně tak i hranice mezi sousedními státy, je zobrazena čárkovaně.
Kromě Moravy, zobrazuje mapa ještě velkou část Rakous – levý břeh Dunaje od
Melku až po ústí Nitry a severozápad Uher. V levém horním rohu sahá kresba
mapy až do Čech, v pravém do Polska. Ve středu Moravy, severně od Brna je
do mapy vkreslen moravský znak, rovněž v Čechách, Rakousích, Uhrách,
Polsku a Slezsku jsou vkresleny znaky těchto zemí u jejich hranic. 
Obsah mapy
je různorodý – místy velmi podrobný, místy je mapa „prázdnější“. V mapě
jsou zakresleny města, městyse, hrady a kláštery, větší vsi i vodní toky.
Pohoří a lesy jsou znázorněny podle tehdejšího zvyku schematicky. Horopisná
a vodopisná náplň je značně podrobná, nacházejí se zde všechny význačné toky.
Kresba reliéfu je provedena pomocí pahorkové metody, která věrně zachycuje
výškové rozdíly krajiny. Celkem je zobrazeno 347 místních názvů na Moravě a 134
názvů pro Rakousko. Některé názvy nelze identifikovat z důvodu zkomolení
názvu. Názvosloví bylo německé, až v pozdějších kopiích přibyly české dublety. 

## Odvozené mapy
Fabriciova mapa byla velmi populární, proto vzniklo několik jejích kopií, z nichž nejznámější jsou kopie Orteliova v Theatrum Orbis Terrarum z roku 1573 a kopie Fabriciovy mapy z roku 1575.

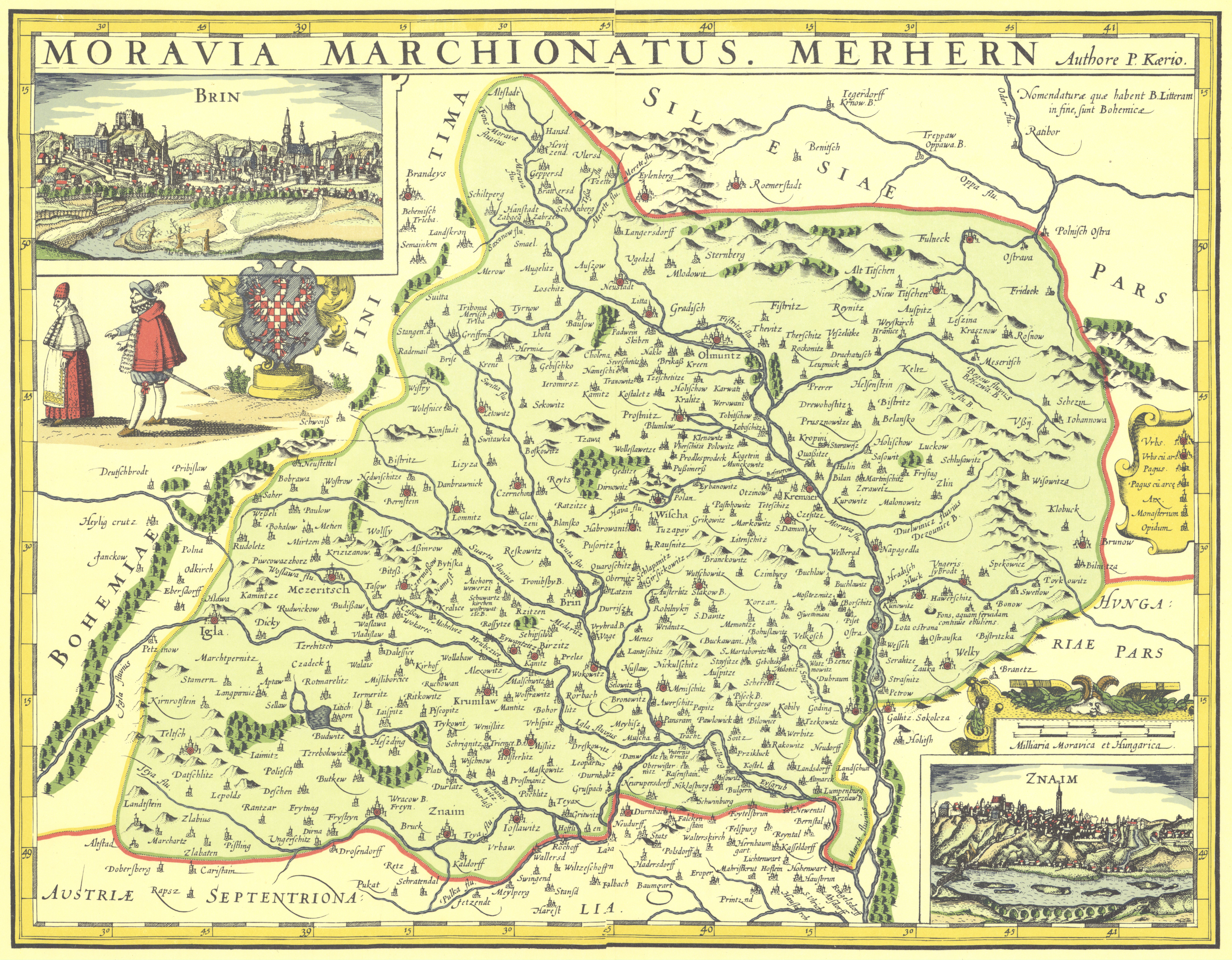
Kaeriova mapa Moravy z roku 1625

První kopii Fabriciovy mapy zařadil do svého atlasu přední nizozemský vydavatel Abraham Ortelius. Mapa je tištěna z jediné mědirytiny formátu 469 x 345 mm. Horopisná kresba je na Orteliově kopii značně zjednodušena, tím odpadla výtka o nevhodném položení hor. Chyby ve vodopisu Moravy na mapě zůstaly a zásahy moravských pánů do Fabriciovy mapy se objevují hlavně v doplnění nebo opravách polohy některých míst a v přidání českých názvů, které jsou v mapě označeny písmenem B (Bohemice). Mnoho názvů zkomolených Fabriciem zůstalo však v mapě i po těchto opravách.
Další známou kopii vydal Fabricius sám roku 1575. Na mapě však vůbec nepřihlédl k opravám a doplňkům moravských šlechticů, jak se projevily na Orteliově mapě. Tato kopie vznikla hlavně proto, že byly Fabriciovi ukradeny měděné tiskové desky s původní mapou z roku 1569. Fabricius tedy nechal zhotovit zmenšenou v měřítku 1:370 000 a jen na vlastní Moravu omezenou mapu.
Fabriciova mapa byla také předlohou pro kopii, kterou pořídil roku 1585 Gerhard Mercator a zařadil ji do třetí části svého proslulého Mercatorova atlasu.
Z roku 1625 pak pochází kopie mapy od Petra Kaeria, kterou rytec Abraham Janssonius vyzdobil vedutami Brna a Znojma, znakem s moravskou orlicí a postavami ženy a muže v dobových oděvech.
Chyby Fabriciovy mapy v roce 1624 opravil Jan Amos Komenský ve své mapě Moravy. Zejména opravil zkomolené názvosloví, nepřesné zakreslení reliéfu a celkovou deformaci mapy. Dále se snažil ji doplnit o své vlastní poznatky i
svědectví vrstevníků. Z dochovaných výtisků originálu se pouze jeden nachází v Česku, a to v Mollově sbírce Moravské zemské knihovny v Brně.